# Boys Like Girls
Boys Like Girls is een Amerikaanse rockband die afkomstig is uit Boston in de staat Massachusetts. De groep bestaat uit een zanger (Johnson), gitarist (DiGiovanni), een bassist (Donahue) en een drummer (Keefe). De groep heeft tot op heden drie albums uitgebracht.
De groep is voornamelijk in eigen land bekend, en heeft met meerdere singles in de Amerikaanse Billboard Hot 100 gestaan. De hit "The Great Escape" had echter wereldwijd succes. Het nummer bereikte de negende plaats in de Amerikaanse hitlijst pop 100, werd op MySpace meer dan zes en een half miljoen keer beluisterd, en werd daarmee het meest succesvolle van het album.
Boys Like Girls toerde onder meer met hellogoodbye en Avril Lavigne, en werkte onder meer samen met Taylor Swift.

## Discografie

### Albums
- Boys Like Girls (2006)
- Love Drunk (2009)
- Crazy World (2012)

## Historie
De band was opgericht in 2005 door de zanger/gitarist Martin Johnson, die toen in Boston lid was van een andere act. Hij schreef een paar liedjes en haalde bassist Bryan Donahue en drummer John Keefe erbij. John Keefe haalde gitarist Paul Giovanni erbij. Later kwamen ze erachter dat de twee verre neven waren.